# Mixomelia stidzeras
Mixomelia stidzeras är en fjärilsart som beskrevs av George Francis Hampson. Mixomelia stidzeras ingår i släktet Mixomelia och familjen nattflyn. Inga underarter finns listade i Catalogue of Life.